# La Nuit des Mille Miettes
La Nuit des Milles Miettes (The True Meaning of Crumbfest) est un téléfilm d'animation canadien, sorti au Québec en 1998.
Adapté de l'histoire du même nom, il marque la première apparition télévisée de la souris, héroïne de l'histoire Eckhart.

## Synopsis
Le téléfilm narre l'histoire d'Eckhart, une souris curieuse, qui veut comprendre la signification de la Nuit des Milles Miettes ; le temps de l'année où miraculeusement, les souris affamées peuvent trouver des miettes de pain, de biscuits et de tartes.

## Distribution

### Voix anglaises
- Bill McFadden: Le narrateur
- Jessica Pellerin: Eckhart
- Jack McAndrew: Tomis (grand-père Thomas)
- Marlane O'Brien: Clara, la mère d'Eckhart
- Sarah Briand: Mavis, la sœur d'Eckhart
- David Moses: Ned
- Don Wright: Shorty
- Don Francks: Boss Mouse (le Seigneur des souris)

### Voix québécoises
- Yvon Thiboutot: Le narrateur
- Lawrence Arcouette: Eckhart
- Hubert Fielden: Grand-père Thomas
- Nicole Fontaine: Clara
- Claudia-Laurie Corbeil: Mavis
- François Sasseville: Ned
- François Godin: Shorty
- Jacques Lavallée: le Seigneur des souris